# Kim Xá
Kim Xá là một xã thuộc huyện Vĩnh Tường, tỉnh Vĩnh Phúc, Việt Nam.
Xã có diện tích 9,75 km², dân số năm 1999 là 9002 người, mật độ dân số đạt 923 người/km².